# Drevenacker Dünen
Die Drevenacker Dünen sind ein rund 199 Hektar großes Naturschutzgebiet (NSG-Kennung WES-091) zwischen Wesel und Hünxe am Niederrhein. Die beiden Teilflächen des Naturschutzgebiets befinden sich nördlich des Flusses Lippe. Nahegelegen sind der Weseler Ortsteil Wittenberg und der Hünxer Ortsteil Drevenack, nach dem der Bereich benannt ist. 
Das Naturschutzgebiet wurde 2009 eingerichtet. In ihm gingen die ehemaligen Naturschutzgebiete Aaper Vennekes (WES-030) und Sternenberge (WES-033) sowie Teile des ehemaligen Naturschutzgebiets Pliesterbergsche Sohlen (WES-032) auf.
Die meisten Bereiche des NSGs Drevenacker Dünen liegen auch im insgesamt größeren FFH-Gebiet DE-4306-302 NSG-Komplex In den Drevenacker Dünen, mit Erweiterung (ausgespart sind jedoch der Nordzipfel des NSGs östlich von Wittenberg und einige randliche Flächen). Dadurch gehören die entsprechenden Bereiche zum europäischen Schutzgebietsnetz Natura 2000.

## Landschaft
Das Naturschutzgebiet umfasst mehrere Landschaftsformen, darunter Wald und Heidebereiche mit Mooren.
Prägend für die Landschaft sind Binnendünen, die eine Höhe von bis zu vier Metern erreichen. Sie entstanden während der letzten Kaltzeit. Die Dünen bestehen aus trockenem Sandboden mit geringem Lehm- und Tonanteil, wodurch der Boden nährstoffarm ist und wenig Wasser speichern kann. Es gibt inmitten der Dünenlandschaft jedoch auch feuchtere Senken, unter denen eine wasserstauende Lehmschicht liegt, sodass es an einigen Stellen Heidemoore und Feuchtheiden gibt. Sandmagerrasen als seltene Landschaftsform kommen ebenfalls vor.
Durch das Gebiet der Drevenacker Dünen führen einige Wege, die insbesondere von der RWE-Straße in Wesel-Wittenberg ausgehen.

## Flora und Fauna
Das Naturschutzgebiet ist weitgehend bewaldet. Der Baumbestand wird vor allem von Kiefern- und Eichen-Birkenmischwäldern geprägt. An den feuchten Stellen gibt es Moorwälder, in denen besonders Birken, Eschen und Erlen vorkommen. Zu den geschützten Tierarten der Drevenacker Dünen zählen die Zauneidechse, die Heidelerche, der Wespenbussard, der Schwarzspecht und die Schlingnatter.
Teilbereiche der Aaper Vennekes werden zeitweise mit Schafen beweidet. Diese sollen dort dem Erhalt der Heidelandschaft dienen.